# Полкове (зупинний пункт)
Полкове́ — пасажирський залізничний зупинний пункт Лиманської дирекції Донецької залізниці на лінії Волноваха — Маріуполь-Порт між станціями Волноваха (17 км) та Карань (5 км). Розташований за кількасот метрів від села Малогнатівка Волноваського району Донецької області.

## Пасажирське сполучення
На платформі зупиняються приміські електропоїзди.